# Narendra Modi
Narendrabhai Damodardas Modi, i dagligt tal Narendra Modi, född 17 september 1950 i Vadnagar i Gujarat, är en indisk politiker som är Indiens premiärminister sedan den 26 maj 2014. Han var 2001–2014 chefsminister i delstaten Gujarat. Han tillhör det indiska folkpartiet. 

## Bakgrund
Under studietiden var Modi ledare för Akhil Bharatiya Vidyarthi Parishad (All-India Students Council), studentförbund tillhörigt Rashtriya Swayamsevak Sangh (RSS). RSS är en hindunationalistisk organisation som har beskrivits som en "gruppering på yttersta högerkanten som aktivt kämpar för Hindutva, att Indien bara är hinduernas hemland."  År 1983 avlade han en masterexamen i statsvetenskap.
Under 1970-talet engagerade sig Modi i Navnirman Andolan, en proteströrelse mot den grasserande korruptionen i indisk politik, och senare i Lok Sangharsh Samiti, en organisation som ifrågasatte den dåvarande premiärministern i centralregeringen, Indira Gandhi, som under denna tid hade utlyst undantagstillstånd i Indien.
År 1988 blev Modi generalsekreterare för BJP i Gujarat. Från 1998 till 2001 var han generalsekreterare (motsvarande partisekreterare) för BJP i hela Indien. Den 7 oktober 2001 blev han premiärminister i Indiens rikaste delstat Gujarat.

## Privatliv
I enlighet med Ghanchi-traditionen arrangerades Modis äktenskap av hans föräldrar när han var barn. Han var förlovad som 13-åring med Jashodaben och gifte sig med henne när han var 18 år.
De har dock inte levt tillsammans på många år.